# Unleashed (Epica)
Unleashed è un singolo promozionale del gruppo musicale olandese Epica, estratto dal quarto album in studio Design Your Universe e pubblicato nel 2009.

## Video musicale
Il videoclip, girato vicino a Berlino e pubblicato il 29 settembre 2009, trae ispirazione dal film The Sixth Sense - Il sesto senso (1999) e narra la storia di un uomo che, dopo essere tornato a casa con la moglie, viene colpito da un proiettile nel corso di un furto. Da quel momento, egli inizia a vedere persone (interpretate dai componenti degli Epica) che lo seguono e lo ossessionano ovunque. L'uomo sprofonda nella pazzia e viene portato in un manicomio, il cui personale non è altro che le persone che apparivano all'uomo. Il video termina con l'ospedale in rovina e un foglio di giornale che riporta: «Uomo colpito a morte da un ladro nella propria abitazione.»

## Tracce
1. Unleashed – 5:48 (testo: Simone Simons – musica: Coen Janssen, Mark Jansen, Isaac Delahaye)
2. Resign to Surrender (~ A New Age Dawns - Prt IV ~) – 6:19 (testo: Mark Jansen – musica: Mark Jansen, Jack Driessen, Simone Simons, Isaac Delahaye)

## Formazione
Gruppo
- Simone Simons – voce
- Mark Jansen – chitarra ritmica, arrangiamento strumenti ad arco
- Isaac Delahaye – chitarra solista
- Yves Huts – basso
- Coen Janssen – sintetizzatore, pianoforte, baritono e basso aggiuntivi, arrangiamento strumenti ad arco, arrangiamento e conduzione del coro
- Ariën van Weesenbeek – batteria

Altri musicisti
- Amanda Somerville – contralto, cori
- Sascha Paeth – cori

Coro
- Linda van Summeren, Bridget Fogle – soprani
- Cloudy Yang – contralto
- Previn Moore – tenore
- Malvin Edmondsen – basso
- Simon Oberender, Olaf Reitmeier – baritoni e bassi aggiuntivi

Produzione
- Sascha Paeth – produzione, ingegneria, missaggio
- Epica – produzione
- Amanda Somerville – produzione, co-scrittura linee vocali
- Isaac Delahaye – ingegneria parti di chitarra
- Yves Huts – ingegneria parti di basso
- Joost van den Broek – ingegneria parti di pianoforte
- Simon Oberender, Olaf Reitmeier – editing
- Miro Rodenberg – mastering, arrangiamento strumenti ad arco

## Versione dal vivo
Per promuovere il DVD Retrospect - 10th Anniversary, gli Epica hanno reso disponibile per il download digitale una versione dal vivo di Unleashed, pubblicata il 25 ottobre 2013.

### Tracce
1. Unleashed (Live) – 6:23

### Formazione
- Simone Simons – voce
- Mark Jansen – chitarra ritmica
- Isaac Delahaye – chitarra solista
- Rob van der Loo – basso
- Coen Janssen – tastiera
- Ariën van Weesenbeek – batteria